# Franchot Tone
Franchot Tone (Niagara Falls, 27 de febrer de 1905 − Nova York, 18 de setembre de 1968) va ser un actor, productor i director estatunidenc.

## Biografia
Nascut Stanislaus Pascal Franchot Tone, és el fill petit del Dr. Frank Jerome Tone, president de la Carborundum Company, i de la seva esposa, Gertrude Franchot. D'ascendència quebequesa, irlandesa, anglesa i basca, estava vinculat al revolucionari irlandès Theobald Wolfe Tone. Tone va estudiar a la Universitat Cornell on va ser President del Club Dramàtic i escollit a la Sphinx Head Society. Va abandonar la companyia familiar per una carrera d'actor al teatre. Després de diplomar-se es va traslladar a Greenwich Village, Nova York, i va obtenir el seu primer paper a Broadway a la producció de The Age of Innocence muntada el 1929 per Katharine Cornell.
L'any següent entra a The Theatre Guild i fa de Curly a la seva producció de Green Grow the Lilacs. (que esdevindrà més tard la famosa comèdia musical Oklahoma!) Es converteix en membre fundador del nomenat Group Theatre, al costat de Harold Clurman, Cheryl Crawford, Lee Strasberg, Stella Adler, Clifford Odets, i d'altres, la majoria havien treballat amb The Theatre Guild. Van ser anys productius i intensos per a ell: entre les produccions del Grup va actuar a 1931 (1931) i Success Story (1932). Franchot Tone era considerat pels crítics com un dels actors més prometedors de la seva generació. Gary Cooper va citar Tone com el millor actor amb el qual hagi treballat.

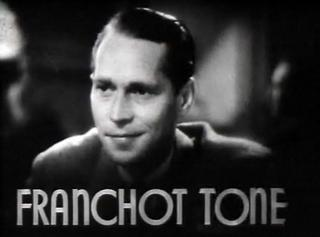
Dangerous (1935)

Aquest mateix any Tone va ser el primer del grup a deixar el teatre per anar a Hollywood quan la MGM li va oferir un contracte de cinema; tanmateix sempre ha considerat el cinema com molt inferior al teatre i es recordava amb nostàlgia dels seus anys sobre els escenaris. Ha sostingut sovint financerament el Group Theatre (i actuava de manera ocasional). Els seus començaments a la pantalla van tenir lloc el 1932 amb The Wiser Sex.
Es fa famós el 1933, quan va rodar set pel·lícules en un sol any, entre les quals Today We Live, escrit per William Faulkner, on va trobar la seva futura dona Joan Crawford, Bombshell, amb Jean Harlow (amb la qual treballarà a altres tres pel·lícules), i l'èxit Dancing Lady, encara amb Crawford i Clark Gable. El 1935, sens dubte el seu any de la sort, actua en Rebel·lió a bord (per la que va ser nominat a l'oscar al millor actor), The Lives of a Bengal Lancer i Dangerous davant de Bette Davis, amb la qual va tenir una relació. Es casa l'11 d'octubre de 1935 a Nova Jersey amb l'actriu Joan Crawford; es divorciaran el 1939 després d'haver rodat set pel·lícules junts: Today We Live (1933), Dancing Lady (1933), Sadie McKee (1934), No More Ladies (1935), The Gorgeous Hussy (1936), Love on the Run (1936) i The Bride Wore Red (1937).
Es casarà i divorciarà altres tres vegades: amb la model convertida en actriu Jean Wallace (1941-48, dos fills; es casarà llavors amb Cornel Wilde), amb l'actriu Barbara Payton (1951-52) (un amor efímer que li suposarà una cèlebre baralla amb l'actor Tom Neal), i finalment amb la jove actriu Dolores Dorn (1956-59).
Va treballar regularment durant els anys 1940 sense ser una estrella de primer pla: el seu paper es limita sovint al del ric play-boy i molt poques pel·lícules d'aquest període són notables. L'excepció és Five Graves to Cairo (1943), la tercera pel·lícula del jove Billy Wilder, una brillant història de guerra i d'espionatge, on comparteix el cartell amb Akim Tamiroff i Erich von Stroheim encarnant el general alemany Erwin Rommel.
En els anys 1950 treballa per la televisió i torna a Broadway. Reapareix a la pantalla en la sèrie mèdica Ben Casey el 1965- 1966 amb el paper del superior de Casey. Actua després a l'única pel·lícula que realitzarà i produirà, l'adaptació de la peça L'oncle Vània d'Anton Txékhov (1957) amb la seva esposa Dolores Dorn.
Gran fumador, mor d'un càncer de pulmó a Nova York als 63 anys. Joan Crawford, emocionada per la sort del seu ex-marit durant la seva malaltia, s'hauria ocupat d'ell en el seu domicili. Segons un visitant que va preguntar qui era l'home de la butaca amb rodes, Crawford va respondre: "Him? That's Franchot". El seu cos va ser incinerat i les seves cendres van ser dispersades.
Franchot Tone té una estrella al seu nom al Passeig de la Fama de Hollywood al 6558 de Hollywood Boulevard.

## Filmografia

### Actor
- 1932: The Wiser Sex: Phil Long
- 1933: Today We Live de Howard Hawks: Tinent Ronnie Boyce-Smith
- 1933: Gabriel over the White House: Hartley 'Beek' Beekman
- 1933: Midnight Mary: Thomas 'Tom' Mannering Jr.
- 1933: The Stranger's Return: Guy Crane
- 1933: Stage Mother: Warren Foster
- 1933: Bombshell: Gifford Middleton
- 1933: Dancing Lady, de Robert Z. Leonard: Tod Newton
- 1934: Moulin Rouge: Douglas Hall
- 1934: Sadie McKee: Michael 'Mike' Alderson
- 1934: The World Moves On: Richard Girard
- 1934: The Girl from Missouri: T.R. 'Tom' Paige Jr.
- 1934: Straight Is the Way: Benny 'Ben' Horowitz
- 1934: Gentlemen Are Born: Bob Bailey
- 1935: The Lives of a Bengal Lancer: Tinent Forsythe
- 1935: One New York Night: Foxhall Ridgeway
- 1935: Reckless: Robert 'Bob' Harrison Jr.
- 1935: No More Ladies: Jim 'Jimsy Boysie' Salston
- 1935: Rebel·lió a bord (Mutiny on the Bounty): Midshipman Roger Byam
- 1935: Dangerous: Donald 'Don' Bellows
- 1936: Exclusive Story: Dick Barton
- 1936: The Unguarded Hour: Sir Alan Dearden
- 1936: The King Steps Out: Emperor Franz Josef
- 1936: Suzy: Capt. Terry Moore
- 1936: The Gorgeous Hussy: John H. Eaton
- 1936: Love on the Run: Barnabus W. 'Barney' Pells
- 1937: Olívia (Quality street): Dr. Valentine Brown
- 1937: They Gave Him a Gun: James 'Jimmy' Davis
- 1937: Between Two Women: Dr.Allan Demarest Meighan
- 1937: The Bride Wore Red: Giulio
- 1938: Man-Proof: Jimmy Kilmartin
- 1938: Love Is a Headache: Peter Lawrence
- 1938: Three Comrades: Otto Koster
- 1938: Three Loves Has Nancy: Robert 'Bob' Hanson
- 1938: The Girl Downstairs: Paul Wagner
- 1939: Fast and Furious: Joel Sloane
- 1940: Trail of the Vigilantes: Kansas (Tim Mason)
- 1941: Nice Girl?: Richard Calvert
- 1941: This Woman Is Mine: Robert Stevens
- 1941: She Knew All the Answers: Mark Willows
- 1942: The Wife Takes a Flyer: Christopher Reynolds
- 1942: Star Spangled Rhythm de George Marshall
- 1943: Five Graves to Cairo: Caporal John J. Bramble / Davos
- 1943: Pilot No. 5: George Braynor Collins
- 1943: His Butler's Sister: Charles Gerard
- 1943: True to Life: Fletcher Marvin
- 1944: Phantom Lady: Jack Marlow
- 1944: The Hour Before the Dawn: Jim Hetherton
- 1944: Dark Waters: Dr. George Grover
- 1945: That Night with You: Paul Renaud
- 1946: Because of Him: Paul Taylor, the Playwright
- 1947: Lost Honeymoon: Johnny Gray
- 1947: Lluna de mel (Honeymoon): David Flanner
- 1947: Her Husband's Affairs: William Weldon
- 1948: I Love Trouble: Stuart Bailey
- 1948: Totes les noies s'haurien de casar (Every Girl Should Be Married): Roger Sanford
- 1949: Jigsaw: Howard Malloy
- 1949: Without Honor: Dennis Williams
- 1950: The Man on the Eiffel Tower: Johann Radek
- 1951: Here Comes the Groom: Wilbur Stanley
- 1957: Oncle Vanya: Dr. Mikhail Lvovich Astroff
- 1958: Bitter Heritage (TV): Frank James
- 1961: La Quatrième Dimension (TV) Episode 61 Le Silence est d'argent: el Coronel
- 1962: Tempesta sobre Washington (Advise and Consent): The President
- 1964: La Bonne Soupe: John Montasy Jr
- 1964: See How They Run (TV): Baron Frood
- 1965: In Harm's Way: Almirall Kimmel
- 1965: Acorralat (Mickey One): Rudy Lopp
- 1968: Shadow Over Elveron (TV): Barney Conners
- 1968: Nobody Runs Forever: Ambaixador Townsend

### Productor
- 1950: The Man on the Eiffel Tower
- 1957: L'oncle Vània

### Director
- 1957: L'oncle Vània

## Premis i nominacions
Nominacions
- 1936: Oscar al millor actor per Rebel·lió a bord (Mutiny on the Bounty)